# Roman Owidzki

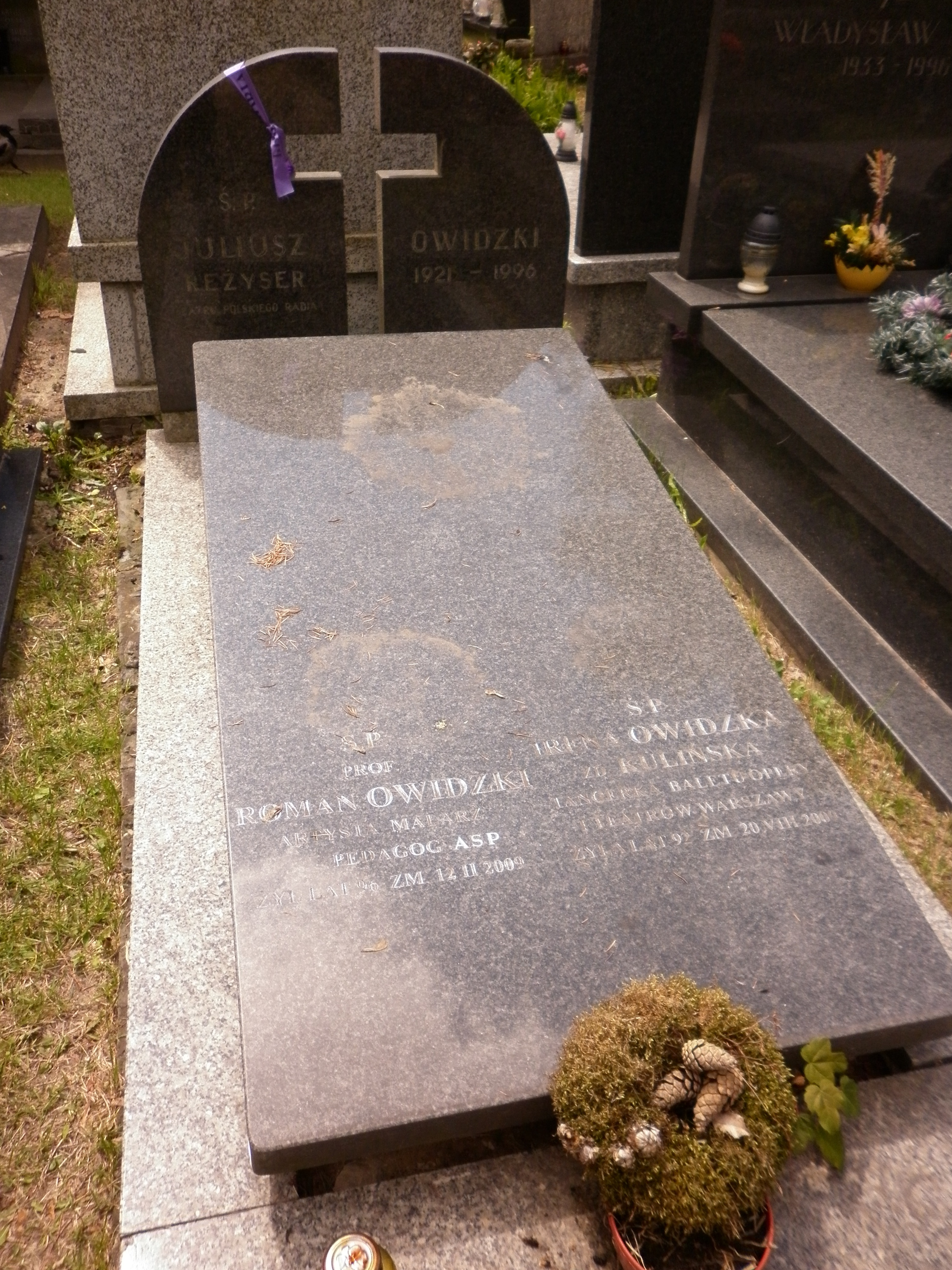
Grób Romana Owidzkiego na Cmentarzu Wojskowym na Powązkach

Roman Owidzki (ur. 23 października 1912 w Ostrowach, zm. 12 lutego 2009) – malarz, grafik, ilustrator, profesor Akademii Sztuk Pięknych w Warszawie.

## Życiorys
Po studiach 1931-1934 na Wydziale Matematyczno-Przyrodniczym Uniwersytetu Warszawskiego studiował 1935-1939 na warszawskiej Akademii Sztuk Pięknych w pracowni prof. Karola Tichego. 
Podczas kampanii wrześniowej 1939 był obrońcą twierdzy Modlin. Dostał się do niewoli niemieckiej. Został osadzony w niemieckim Oflagu VII A w Murnau am Staffelsee, gdzie był więziony przez cały okres II wojny światowej. W oflagu tworzył scenografię dla teatru obozowego. Stworzył też cykl rysunków z życia mieszkańców obozu. Razem z Bohdanem Urbanowiczem i Bohdanem Bocianowskim prowadził kursy grafiki i malarstwa.
Studia rozpoczęte przed wojną ukończył dyplomem w roku 1955. W latach 1948–1983 był pracownikiem macierzystej uczelni. W roku 1972 został powołany na profesora zwyczajnego na Wydziale Malarstwa, stworzył Pracownię Wiedzy o Działaniach i Strukturach Wizualnych. 
Oprócz pracy dydaktycznej zajmował się m.in. ilustrowaniem książek, także literatury dziecięcej. Pisał artykuły dla czasopism artystycznych. Brał udział w wielu wystawach malarstwa i grafiki.
Jego dzieła znajdują się w zbiorach muzealnych i kolekcjach prywatnych w kraju i za granicą.
W 1984 odszedł na emeryturę. 
W 2007 został laureatem Nagrody im. Jana Cybisa nadanej przez Okręg Warszawski Związku Polskich Artystów Plastyków. Samorząd województwa mazowieckiego odznaczył go Nagrodą im. Cypriana Kamila Norwida.
Pochowany na cmentarzu Powązki Wojskowe w Warszawie (kwatera G-14-4).